# 斯捷波韋 (沃茲涅先斯克區)
47°35′24″N 31°28′38″E / 47.59000°N 31.47722°E
斯捷波韋（烏克蘭語：Степове），是烏克蘭的村落，位於該國南部尼古拉耶夫州，由沃茲涅先斯克區負責管轄，始建於1924年，面積0.24平方公里，海拔高度79米，2001年人口157，人口密度每平方公里656.9人。